# Leopold Carl Müller

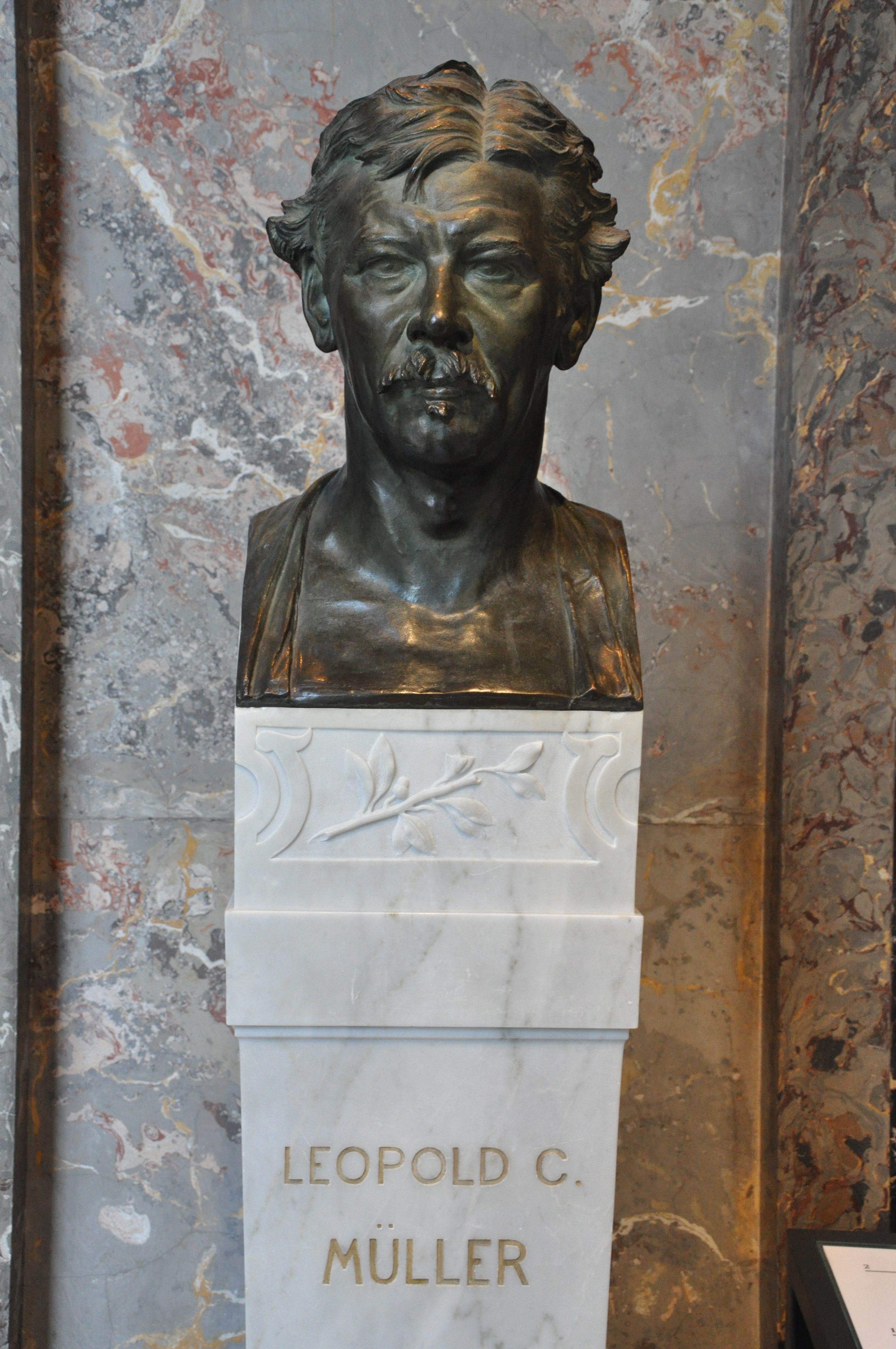
Busta Leopolda Carla Müllera, Muzeum Vídeň

Leopold Carl Müller (9. prosince 1834 Drážďany - 4. srpna 1892 Vídeň) byl rakouský malíř žánrů, kreslíř a krajinář. Byl synem litografa Leopolda Müllera.

## Život
Narodil se rakouským voličům v Drážďanech. Jeho otec působil jako litograf ve Vídni. Leopold Carl studoval na vídeňské Akademii u Karla Blase a Christiana Rubena. V letech 1861-62 cestoval po Uhrách. Po úmrtí otce byl nucen postarat se o rodinu a proto po osm let (1862–1867) pracoval jako ilustrátor pro vídeňský satirický časopis Figaro. Poté podnikl studijní cestu do Francie (1867), kde se pod vlivem obrazů Eugène Fromentina začal zajímat o orientální témata. Následně pobýval v Itálii (Benátky 1870–1872, Sicílie 1872–1873). V Benátkách měl společný ateliér se svým přítelem, malířem Augustem von Pettenkofenem. Po roce 1873 opakovaně cestoval do Egypta.
Zimní měsíce v letech 1875–1876 strávil s Karlem Rudolfem Huberem, Franzem Lenbachem a Hansem Makartem v Káhiře, kde jim místostarosta poskytl ateliér. Zde se setkal s princem z Walesu, díky němuž se Müllerovy obrazy staly známé také v Anglii. Roku 1877 byl jmenován profesorem na vídeňské Akademii, roku 1890 byl jejím rektorem. Zemřel ve věku 57 let ve Weidlingau.
Jeho sestry Marie Müller (1847–1935) a Bertha Mathilda Müller (1848–1937) byly známé rakouské malířky portrétů. Třetí sestra Josefine se provdala za portrétistu Eduarda Swobodu (1814–1902). Jejich potomky byli malíř Rudolf Swoboda a malířka portrétů Josefine Swoboda.

## Dílo
Leopold Carl Müller se stal známý nejprve svými obrazy ze života lidí v Uhrách a v Itálii. Jeho koloristický talent se plně projevil ve sluncem zaplavených krajinách a městských scenériích z Orientu a v řadě portrétů. Jeho nejznámějším dílem je Trh v Káhiře, 1878. Vytvořil celkem 40 ilustrací k výpravné publikaci Georga Moritze Eberse Aegypten in Bild und Wort.

### Známá díla
- Hlava dívky z Nubie (70. léta), Národní galerie v Praze, odkaz Josefa Hlávky
- Oltář sv. Alžběty, kostel sv. Václava v Kladrubech nad Labem, 1859, olej na plátně, 384 × 170 cm
- Trh v Káhiře, 1878, Belvedere Vídeň

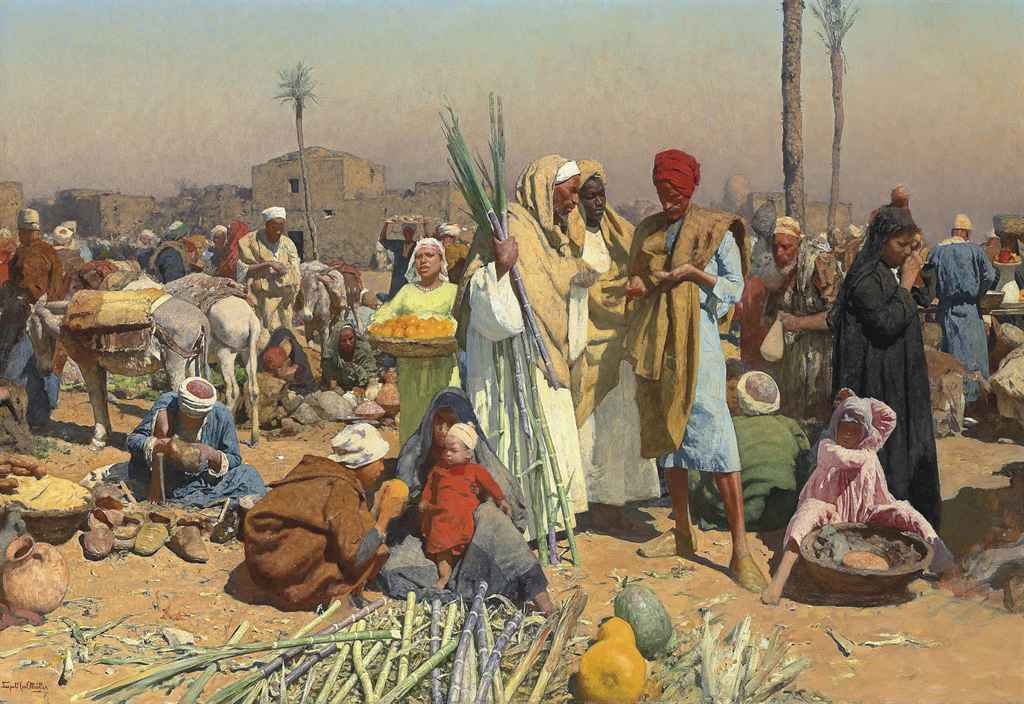
Trh v Dolním Egyptě
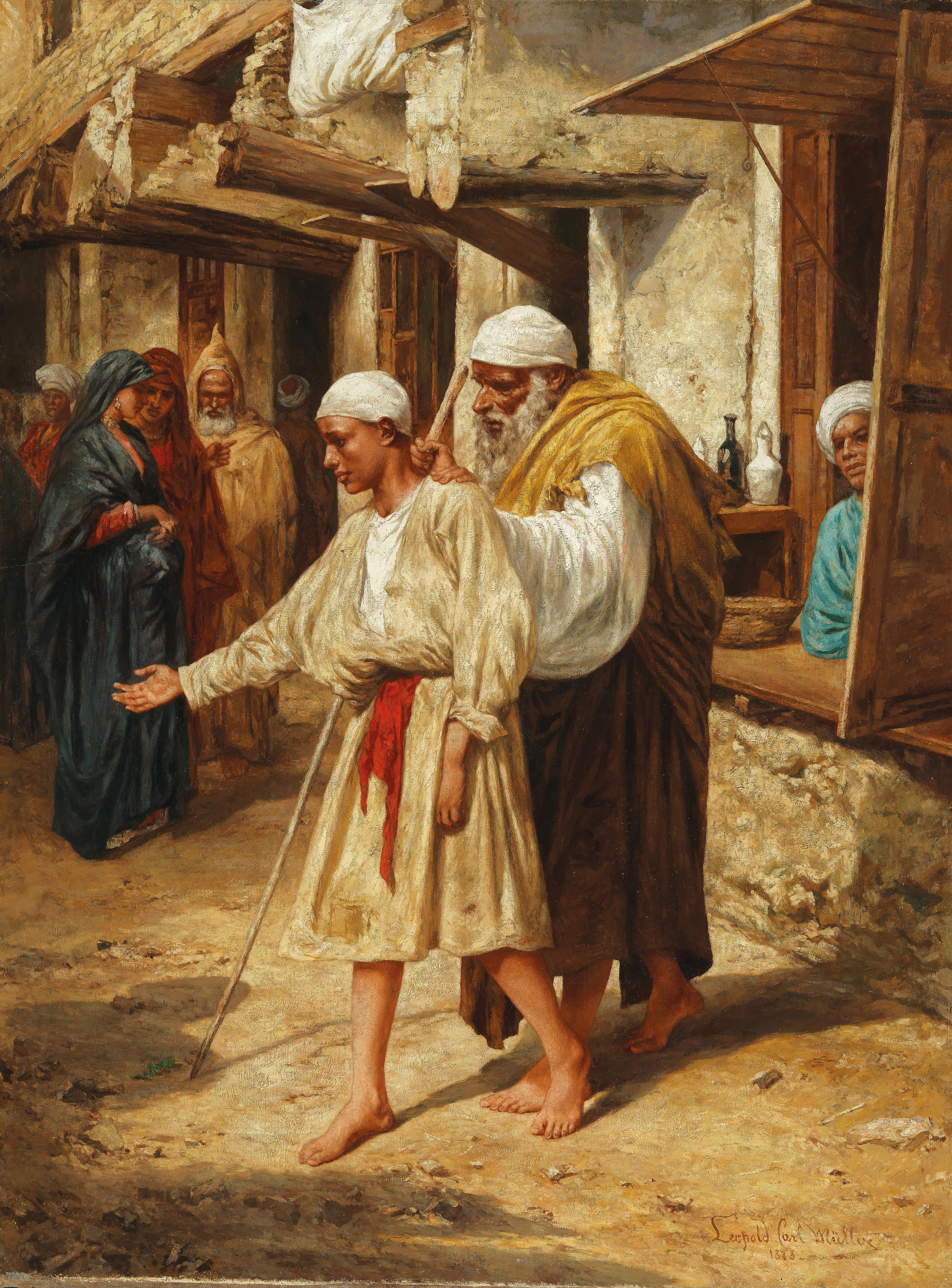
Káhirský slepec, 1878
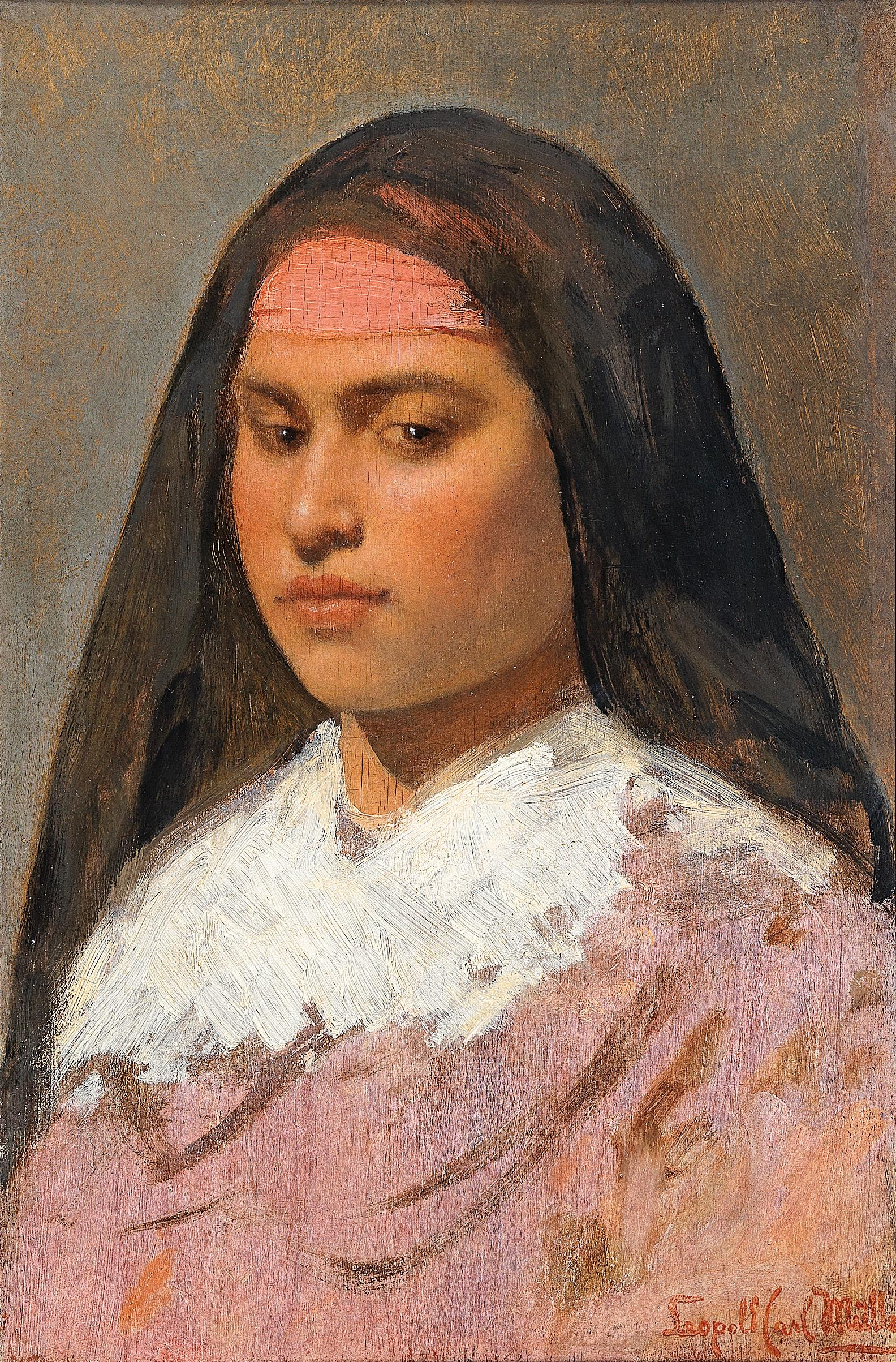
portrét dívky z Orientu
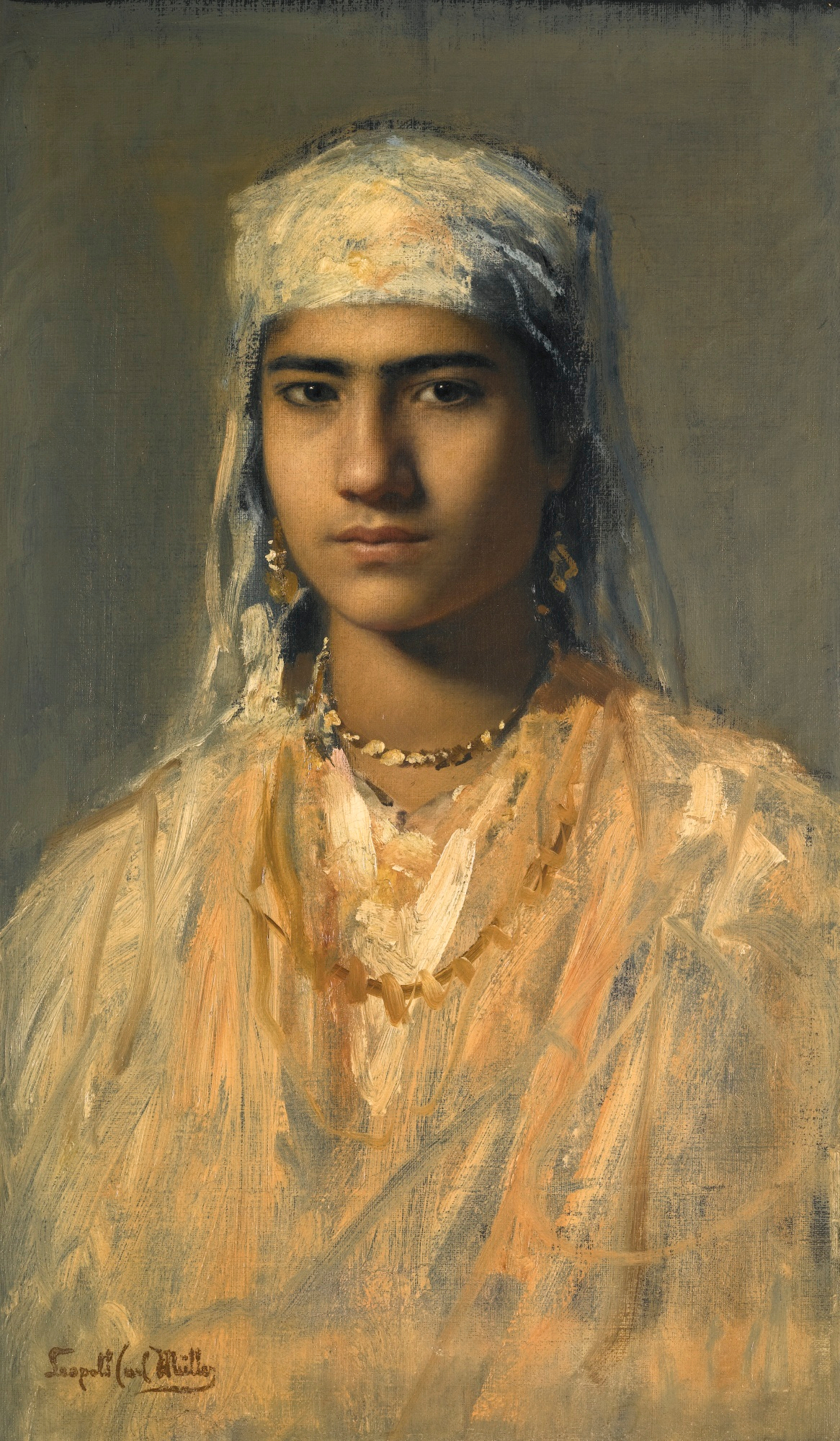
Egyptská dívka, 1892
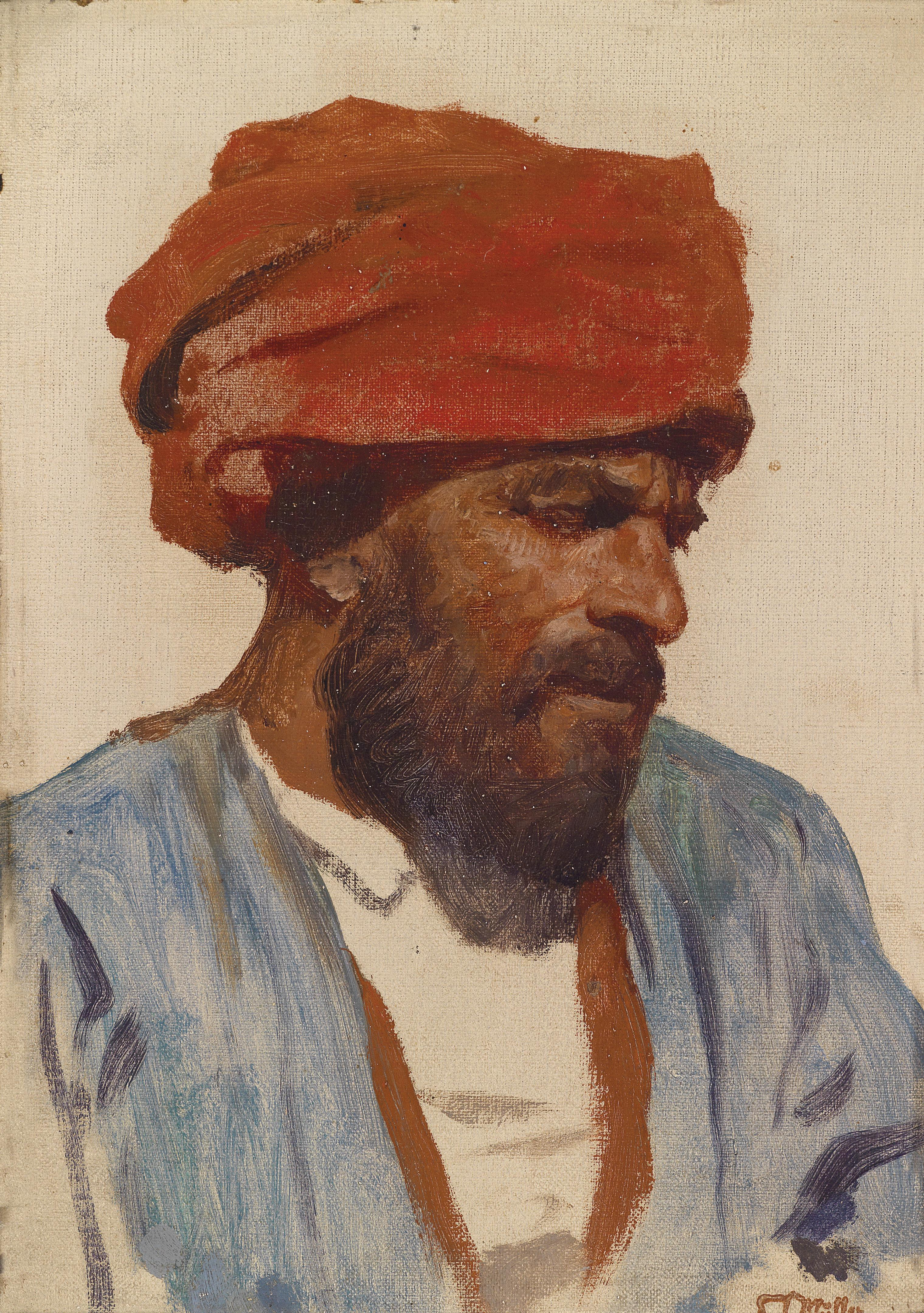
portrét muže z Orientu
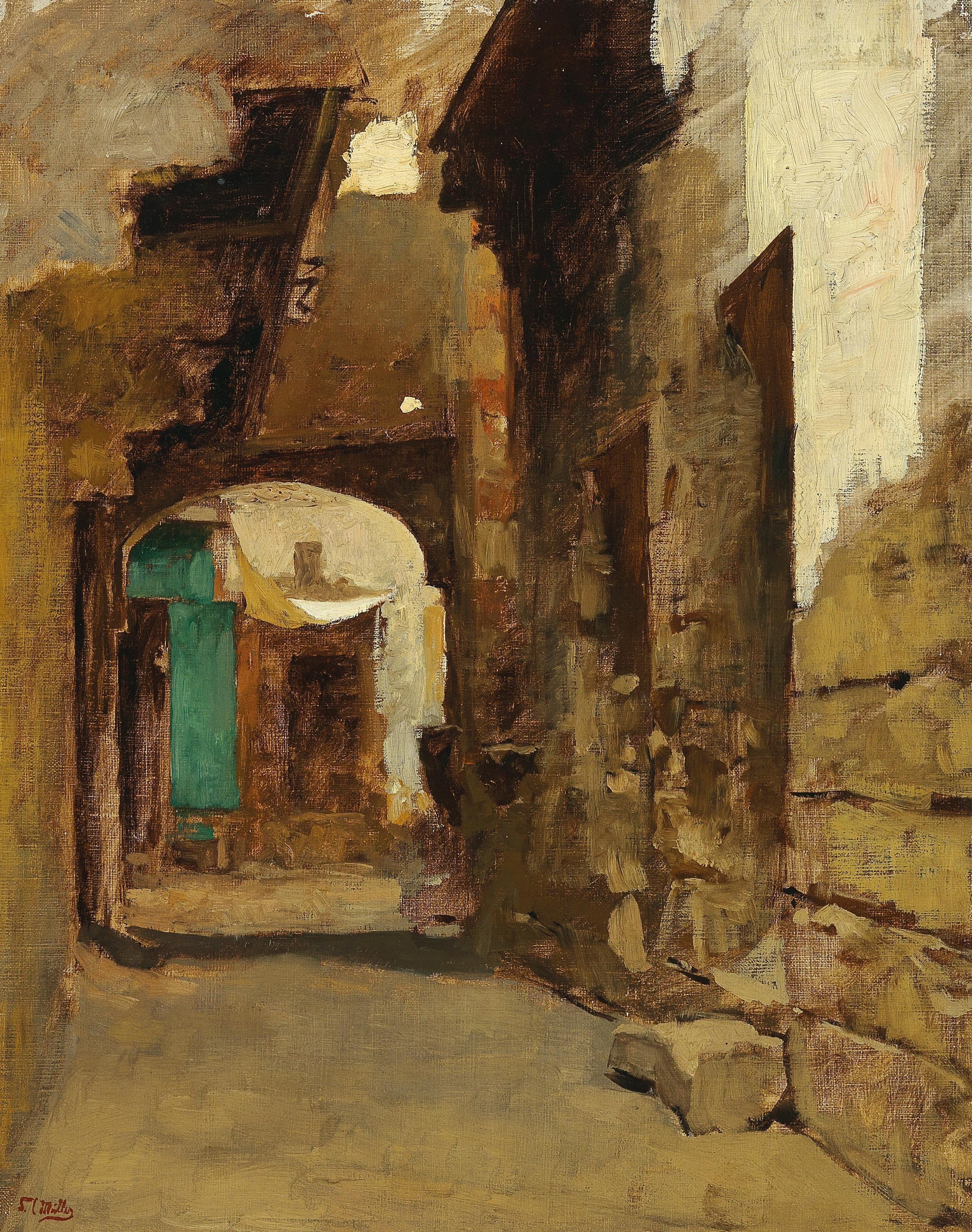
ulička v Orientu